# Garmeh (shahrestan)
Garmeh (persiska: شهرستان گرمه , Shahrestan-e Garmeh) är en shahrestan, delprovins, i östra Iran. Den ligger i provinsen Nordkhorasan och hade 25 475 invånare år 2016. Administrativt centrum är staden Garmeh.